# سرديان لاكيتش
سرديان لاكيتش (بالكرواتية: Srđan Lakić)‏ هو لاعب كرة قدم كرواتي في مركز الهجوم، ولد في 2 أكتوبر 1983 في دوبروفنيك في كرواتيا. شارك مع منتخب كرواتيا تحت 21 سنة لكرة القدم. أما مع النوادي، فقد لعب مع آينتراخت فرانكفورت وبادربورن 07 ونادي فولفسبورغ ونادي كايزرسلاوترن ونادي هرتا برلين ونادي هوفنهايم وهيراكليس ألميلو.

## وصلات خارجية
- سرديان لاكيتش على موقع اتحاد كرواتيا (الكرواتية)
- سرديان لاكيتش على موقع قاعدة بيانات كرة القدم.إي يو (الإنجليزية)
- سرديان لاكيتش على موقع بيانات كرة القدم. دي إي (الألمانية)
- سرديان لاكيتش على موقع Soccerway.com (الإنجليزية)
- سرديان لاكيتش على موقع عالم كرة القدم.نت (الإنجليزية)
- سرديان لاكيتش على موقع AS.com (الإسبانية)